# Ханче-Ольсен, Андреас
Андреас Шёльберг Ханче-Ольсен (норв. Andreas Schjølberg Hanche-Olsen; род. 17 января 1997, Будё) — норвежский футболист, защитник клуба «Майнц 05» и сборной Норвегии.

## Карьера
Ханче-Ольсен является воспитанником «Стабека». В 2016 году окончил академию клуба, начиная с того же года - игрок основной команды. 10 июля 2016 года дебютировал в чемпионате Норвегии в поединке против «Лиллестрёма», выйдя на поле на замену на 90-й минуте вместо Эрнеста Асанте. 29 сентября того же года в поединке против «Будё-Глимта» забил свой первый мяч в карьере. Всего в дебютном сезоне провёл 13 матчей, забил 1 мяч. В сезоне 2017 года - один из незаменимых игроков обороны клуба.
Выступает за молодёжную сборную Норвегии.

## Статистика

### Матчи Ханче-Ольсена за сборную Норвегии
| Матчи Ханче-Ольсена за сборную Норвегии | Матчи Ханче-Ольсена за сборную Норвегии | Матчи Ханче-Ольсена за сборную Норвегии | Матчи Ханче-Ольсена за сборную Норвегии | Матчи Ханче-Ольсена за сборную Норвегии | Матчи Ханче-Ольсена за сборную Норвегии |
| --------------------------------------- | --------------------------------------- | --------------------------------------- | --------------------------------------- | --------------------------------------- | --------------------------------------- |
| №                                       | Дата                                    | Соперник                                | Счёт                                    | Голы Ханче-Ольсена                      | Соревнование                            |
| 1                                       | 18 ноября 2020                          | Австрия                                 | 1:1                                     | —                                       | Лига наций УЕФА 2020/2021               |
| 2                                       | 2 июня 2021                             | Люксембург                              | 1:0                                     | —                                       | Товарищеский матч                       |
| 3                                       | 6 июня 2021                             | Греция                                  | 1:2                                     | —                                       | Товарищеский матч                       |
| 4                                       | 1 сентября 2021                         | Нидерланды                              | 1:1                                     | —                                       | Чемпионат мира 2022 (отбор)             |
| 5                                       | 7 сентября 2021                         | Гибралтар                               | 5:1                                     | —                                       | Чемпионат мира 2022 (отбор)             |
| 6                                       | 8 октября 2021                          | Турция                                  | 1:1                                     | —                                       | Чемпионат мира 2022 (отбор)             |
| 7                                       | 11 октября 2021                         | Черногория                              | 2:0                                     | —                                       | Чемпионат мира 2022 (отбор)             |
| 8                                       | 16 ноября 2021                          | Нидерланды                              | 0:2                                     | —                                       | Чемпионат мира 2022 (отбор)             |
| 9                                       | 25 марта 2022                           | Словакия                                | 2:0                                     | —                                       | Товарищеский матч                       |
| 10                                      | 29 марта 2022                           | Армения                                 | 9:0                                     | —                                       | Товарищеский матч                       |
| 11                                      | 5 июня 2022                             | Швеция                                  | 2:1                                     | —                                       | Лига наций УЕФА 2022/2023               |
| 12                                      | 9 июня 2022                             | Словения                                | 0:0                                     | —                                       | Лига наций УЕФА 2022/2023               |
| 13                                      | 24 сентября 2022                        | Словения                                | 1:2                                     | —                                       | Лига наций УЕФА 2022/2023               |
| 14                                      | 27 сентября 2022                        | Сербия                                  | 0:2                                     | —                                       | Лига наций УЕФА 2022/2023               |
| 15                                      | 22 марта 2024                           | Чехия                                   | 1:2                                     | —                                       | Товарищеский матч                       |

Итого: 15 матчей / 0 голов; 6 побед, 4 ничьи, 5 поражений.